# Cluny
Cluny [klyny] je historické městečko ve střední/východní Francii, v departementu Saône-et-Loire, jižní Burgundsko, asi 80 km severně od Lyonu. Má asi 4500 obyvatel, ve městě je řada škol, z nichž zdaleka nejvýznamnější je ENSAM (École Nationale Supérieure des Arts et Métiers), elitní technická vysoká škola s asi 500 studenty, která sídlí v objektu bývalého územního opatství. Ve městě je dále známý hřebčín a dostihová dráha.

## Historie
Město vyrostlo kolem kdysi slavného benediktinského opatství, založeného roku 910 vévodou Vilémem Akvitánským, které bylo ve středověku jedním z nejvýznamnějších křesťanských center a poutním místem. Vrchol jeho slávy spadá do 10. až 12. století. Město si zachovalo historický půdorys, větší část hradeb s věžemi a branami, gotický kostel Panny Marie ze 13. století a mnoho historicky cenných domů, některé z nich ze 12. století. Z velkého románského kláštera zbyly jen zbytky. Po zrušení kláštera v době Francouzské revoluce byla stavba využíván jako zdroj stavebního materiálu. Na obrázku vpravo je zachovaná klášterní sýpka a mlýnská věž ze 13. století.

## Doprava
Kolem Cluny vede cyklostezka „Voie verte“ z Mâconu do Châlons-sur-Saône, zřízená z bývalé železniční trati. Asi 10 km severně od Cluny prochází obcí Taizé s mezinárodní ekumenickou komunitou.

## Galerie

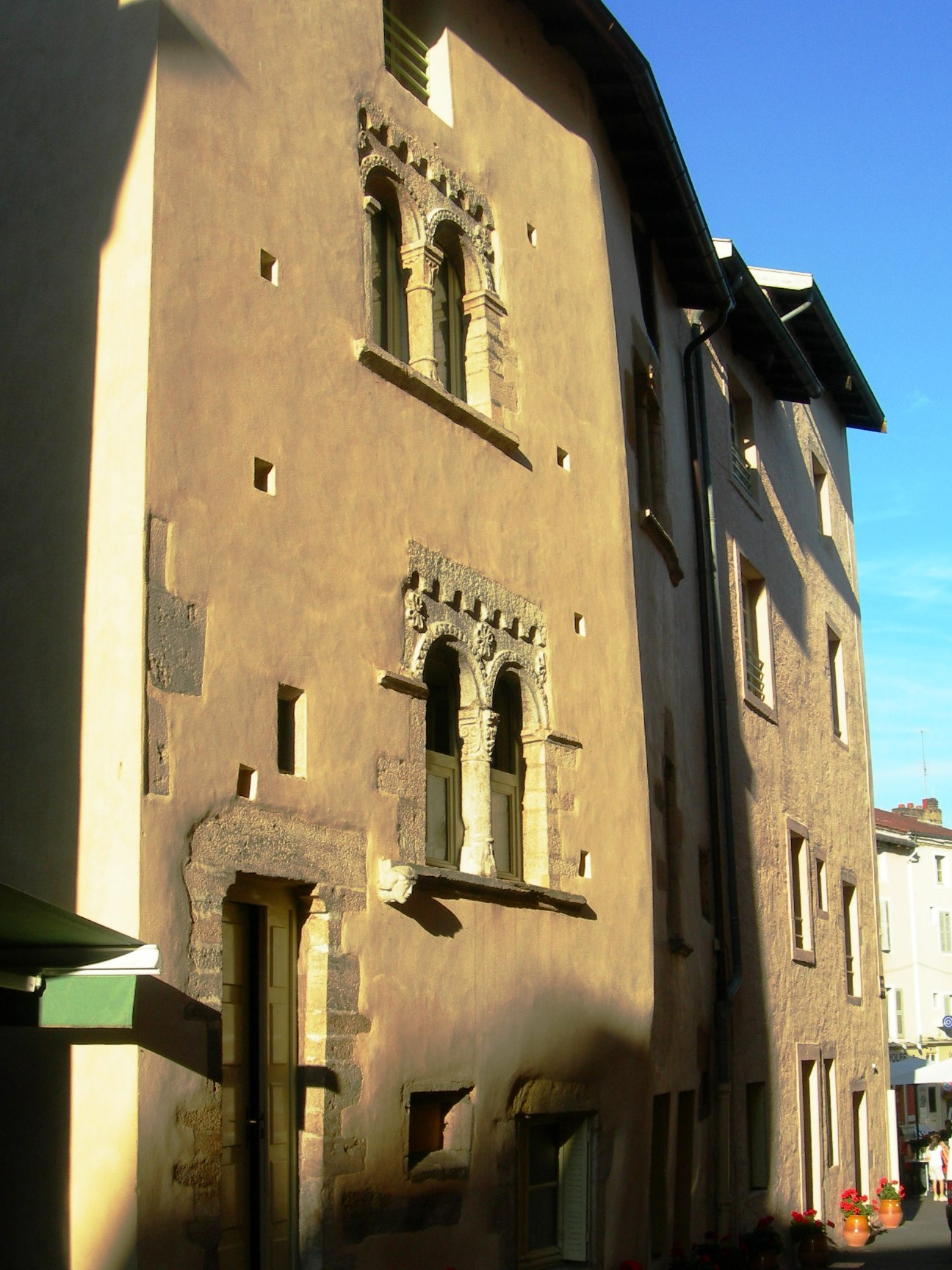
Románský dům, Pt. R. Lamartine
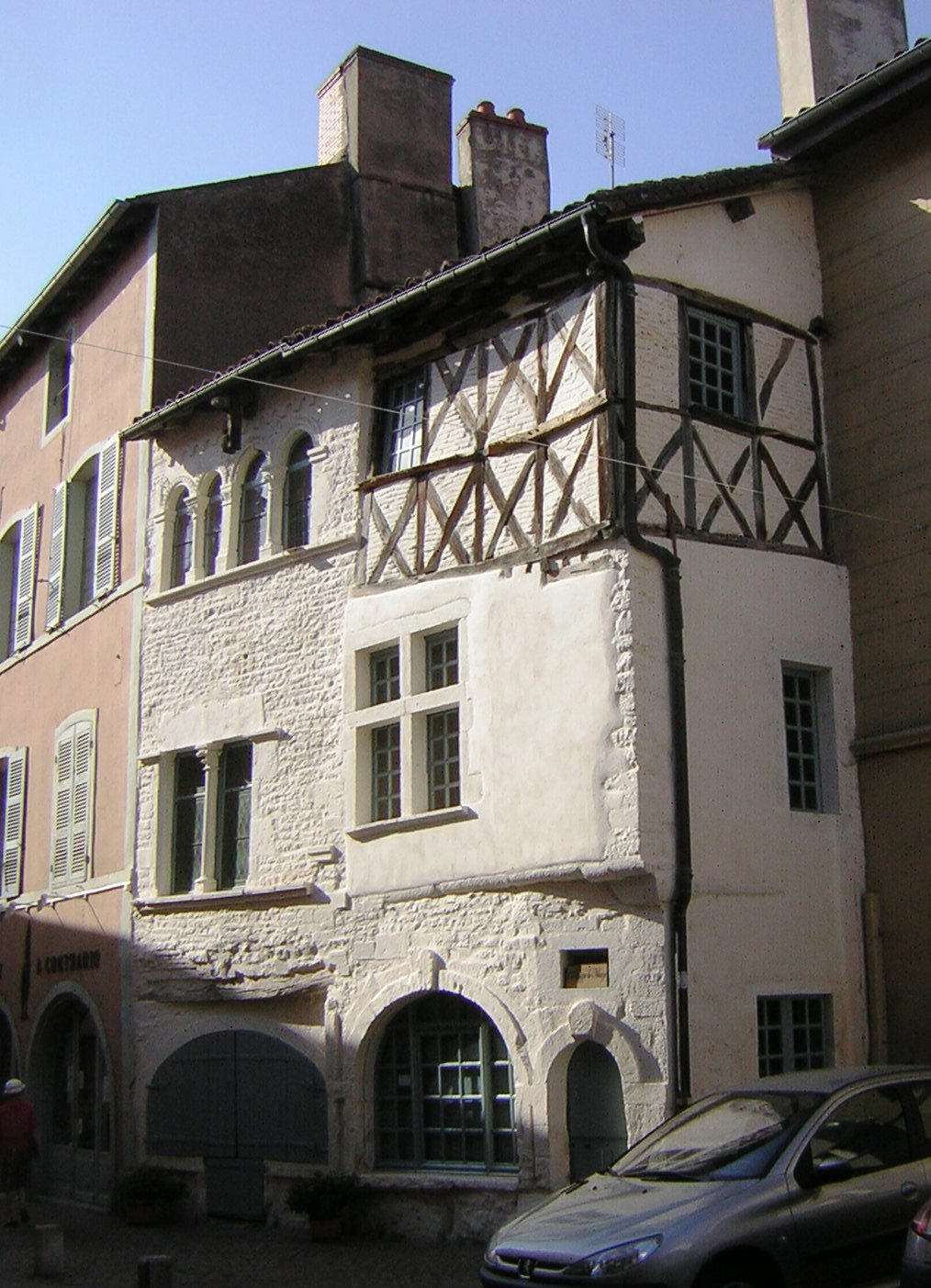
Románský dům, R. Lamartine
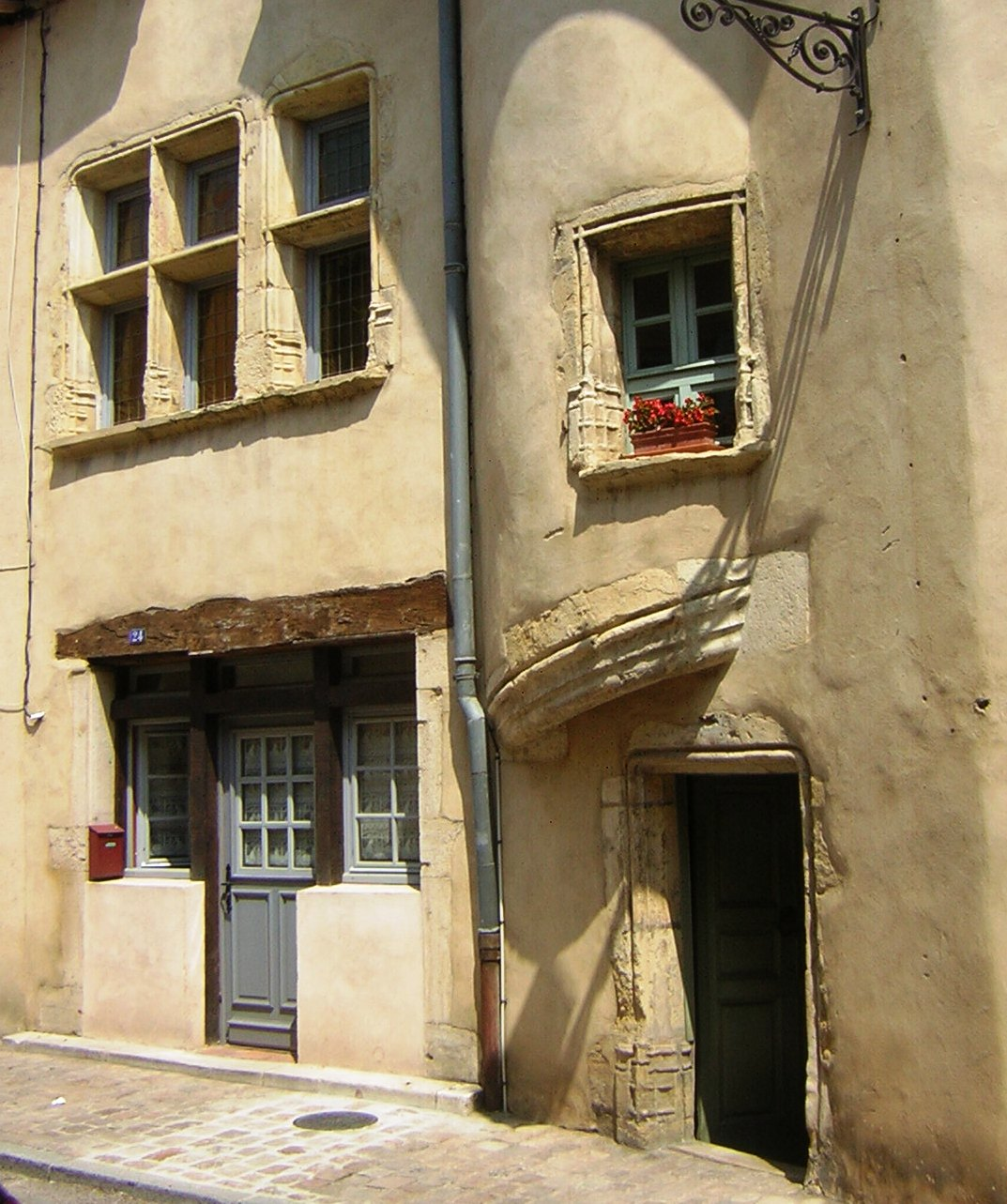
Gotický dům, R. Merciere (15. stol.)
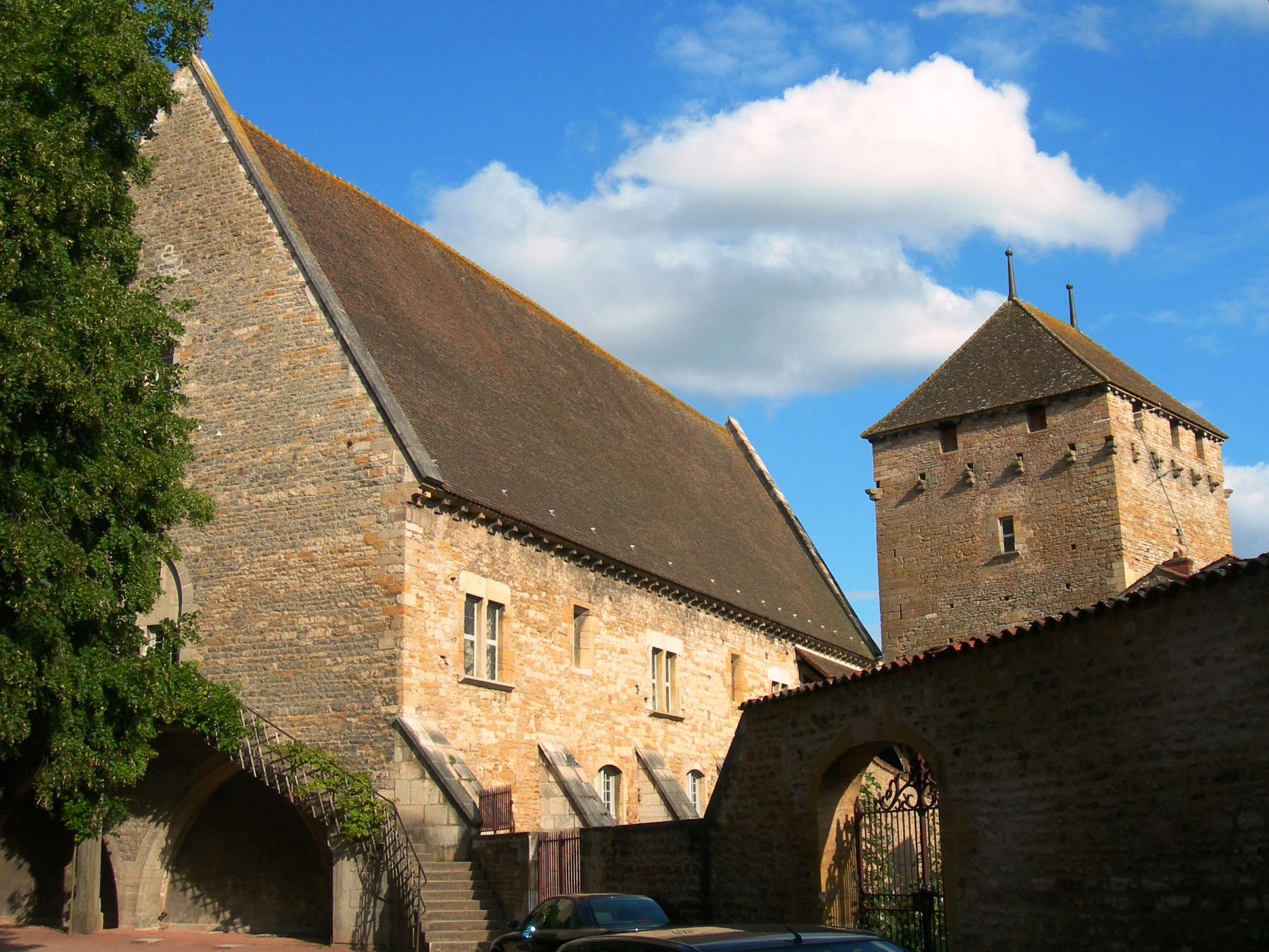
Sýpka a mlýnská věž (13. stol.)